# Adel i Skottland
Definitionen av adel är i Skottland delvis olik den engelska. Genom ännu gällande och tillämpade förordningar av 1592 och 1672 är adelsbegreppet starkt knutet till innehav av lagligen registrerat sköldemärke. De heraldiska vapnen, som införes ("are immatriculated") i Public Register of All Arms and Bearings in Scotland, är enligt skotsk adelsrätt "ensigns of nobility", yttre tecken på adelskap.
En adelsperson, son eller dotter till en adelsman, har rätt att efter ansökan och erläggande av en avgift till brittiska statskassan få ett heraldiskt vapen. Detta utformas och registreras av Lord Lyon King of Arms, en hög ämbetsman till vilken monarken har delegerat sin rätt att bestämma över vapen och godkänna genealogier. En sökande som tillhör en redan vapenförande ätt (klan) eller andra "virtuous and well deserving  person" som genom att bära klanhövdingens släktnamn är dennes "follower" får ett vapen som erinrar om hövdingens men i en individuell variant. Detta förhållande grundar sig i att ätten (klanen) i sig anses som adlig. En klanmedlem, till och med - för att tydliggöra genom ett extremt fiktivt exempel - en hertig eller lord av gammal familj, är i princip ur stånd att verkligen bevisa sitt adelskap utan ett av Lord Lyon erkänt och immatrikulerat vapen.
Även personer som ej klart kan påvisa härstamning från en vapenförande anfader eller tillhörighet till en klan kan naturligtvis erhålla ett heraldiskt vapen såsom "förläning" ("grant") och detta blir då en nyskapelse. Ett vapen betraktas såsom ett immateriellt adlande län. Så som under medeltiden en konungs förläning av ett landområde kunde ge vasallen adlig rang ger den kungliga (med kunglig fullmakt givna) förläningen/vapnet, som då är ett immateriellt län, adelskap åt mottagaren. Vapnen är i Skottland ärftliga, med vissa tillagda så kallade brisyrer för yngre släktgrenar, så även på blodslinjer utom äktenskap och ibland även till adoptivbarn. Illegitima led upphäver alltså inte den adliga blodslinjen. Vapen och sålunda även adel kan ärvas via kvinnor.
Utanför Skottland bosatta personer av skotsk härstamning kan erhålla vapenförläning, om de alltså är "virtuous and well deserving". Kronan har alltid förbehållit sig rätten att adla även utländska medborgare (det vill säga utan skotskt släktskap) men sådant är sällsynt förekommande. Lord Lyon är domare i Court of the Lord Lyon i Edinburgh, en domstol.